# Лозоходство
Лозохо́дство (биолока́ция, лозоиска́тельство, водоиска́тельство, рудозна́тство, жезлоноси́тельство, рабдома́нтия, биофизи́ческий эффе́кт) — группа псевдонаучных (парапсихологических) практик, декларирующая возможность обнаружения скрытых предметов, обычно расположенных под землёй, таких как полости, источники воды, залежи полезных ископаемых, «геопатогенные зоны», «линии магической силы» и т. п. с помощью лозы, специальной рамки, маятника или иных приспособлений. Научных доказательств существования этого явления не существует. В бюллетене «В защиту науки», издаваемом Комиссией по борьбе с лженаукой и фальсификацией научных исследований при Президиуме РАН, лозоходство охарактеризовано как лженаучная практика.

## История

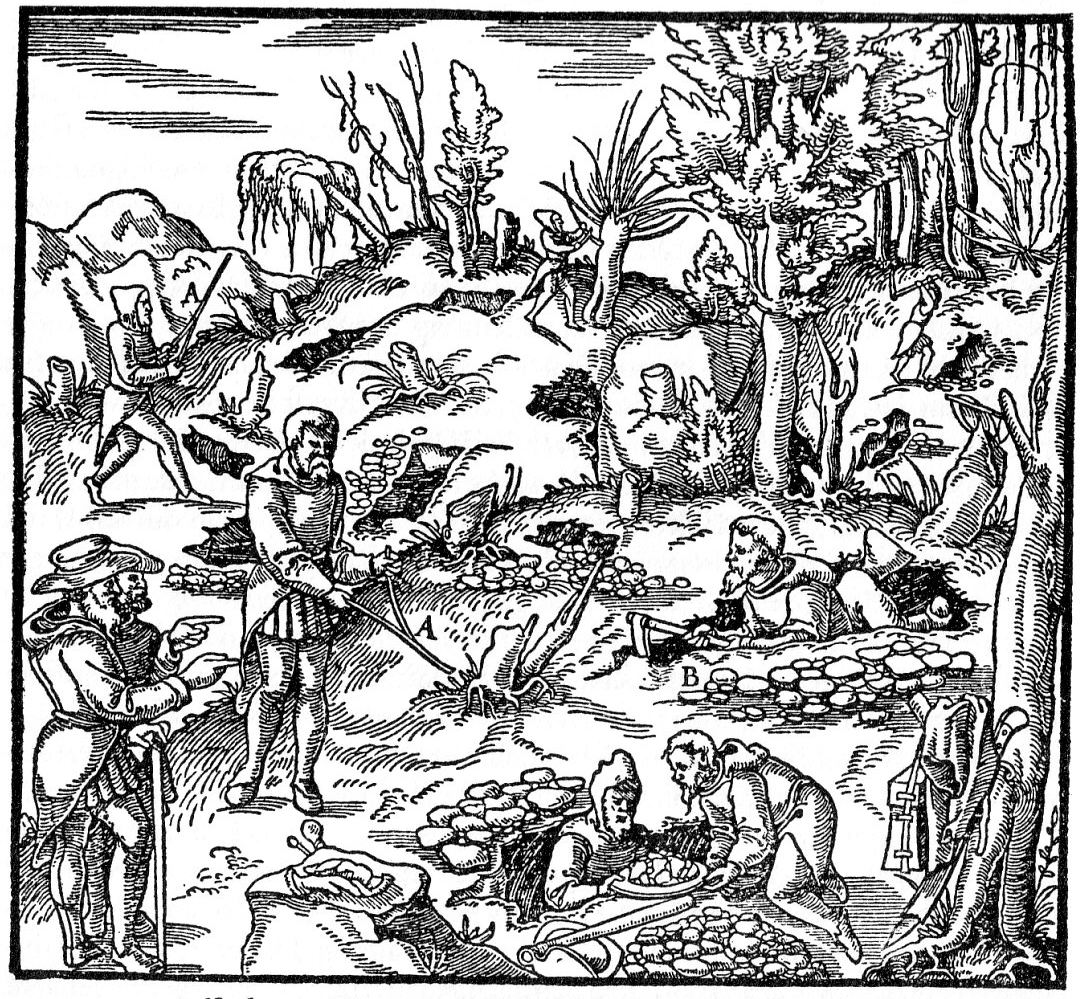
Лозоходец. Гравюра XVI века

Первоначально лозоходство являлось утилитарной магической или ритуальной практикой, целью которой было обнаружение подземных вод, залежей руд и кладов. Возможно, именно о лозоходстве говорится в одном из стихов Библии:

Народ Мой вопрошает своё дерево, и жезл его даёт ему ответ; ибо дух блуда ввёл их в заблуждение, и блудодействуя они отступили от Бога своего.
— Ос. 4:12
В западноевропейской литературе упоминания о лозоходческих методиках встречаются с XV века и относятся к горнякам Германии, искавшим жилы металлических руд. Эта практика, вслед за Германией, получила распространение и в Англии, куда её принесли германские шахтёры, занятые в разработке угольных шахт. Впрочем, Георгий Агрикола в своём фундаментальном труде «О горном деле и металлургии» (лат. De re metallica), изданном в 1556 году, о лозоходстве отзывался весьма скептически:
…человек благоразумный и понимающий знаки природы в лозе не нуждается … он увидит природные признаки (рудных) жил и без помощи волшебного прута…
Поскольку магические практики осуждались христианством, лозоходство на протяжении средних веков ассоциировалось с общением с дьяволом и одержимостью демонами; неоднократно осуждалось церковью, но продолжало использоваться, пока развитие геологии не вытеснило её из горного дела в бытовую сферу. Этот процесс, однако, сопровождался различного рода трениями с церковью и занял достаточно длительное время: так, например, в 1626 году алхимик и астролог барон Жан дю Шатлэ (фр. Jean du Chatelet, baron de Beausoleil) и его супруга, занимавшиеся одной из разновидностей лозоходства, сначала были привлечены к поиску руд во Франции марешалем д’Эффиа, суперинтендантом шахт и рудников Людовика XIII, но впоследствии осуждены по обвинению в колдовстве.
Впрочем, развилку из лозы использовали не только в горном деле: в 1692 году Жак Аймар-Вернэ прославился тем, что с помощью такой развилки «отыскал» в тулонской тюрьме убийцу, совершившего преступление в Лионе; предполагаемый убийца был казнён через колесование. Затем в сопровождении толпы Вернэ прошествовал по городу, определяя дома, в которых происходили супружеские измены; эти события вызвали появление ряда памфлетов, и, в конце концов, делом заинтересовался принц Конде. Конде провёл в Париже следующее испытание: он приказал вырыть несколько ям, оставив одни незаполненными, некоторые заполнив гравием, а некоторые — металлическими предметами, перекрыть их и тщательно скрыть все внешние следы их расположения. Затем он приказал Жаку Вернэ с помощью лозы обследовать площадку. Вернэ потерпел полную неудачу, и его слава моментально рассеялась, однако сохранились свидетельства, что в 1703 году он использовал развилку из лозы для выявления протестантов.

## Естественнонаучная интерпретация и экспериментальные проверки
Проверка, проведённая принцем Конде в конце XVII века, произвела достаточно сильный эффект: в течение XVIII века наука практически игнорировала лозоходство ввиду его сомнительной репутации и отсутствия воспроизводимых результатов и лишь в XIX в. стала рассматривать его как психологический феномен. Английский психолог Уильям Карпентер в 1852 году объяснил феномен движения рамки (лозы) как идеомоторный акт, то есть бессознательную реакцию на знакомые признаки или комплекс раздражителей: то есть лозоходец узнаёт, например, о неглубоко залегающих водах не благодаря движению рамки, а рамка движется благодаря тому, что лозоходец неосознанно воспринимает и распознаёт комплекс признаков, свидетельствующих о неглубоко залегающих водах. Таким образом, высказывание Агриколы о ненужности волшебного прута получило психологическое обоснование.
Убеждённым критиком лозоходства был гидрогеолог О. К. Ланге, который в 1916 году в журнале «Бессарабское сельское хозяйство» (№ 12) опубликовал статью «Водоискание при помощи волшебной палочки». В статье он писал: «Подземные воды, в отличие от потусторонних духов, подчиняются законам природы. Наука о подземных водах имеет своей целью проследить и уяснить залегание и движение их по этим законам в недрах земли, что, со своей стороны, предполагает точное знание последних, знание, предлагаемое геологией».

### Эксперимент Иориша и Туробова
Эксперимент был поставлен Ю. И. Иоришем и Б. Туробовым в рамках официальной проверки заявлений о практической значимости лозоходства вообще и существовании, в частности, «биополя» как механизма, лежащего в его основе; результаты эксперимента описаны в научно-популярном журнале «Природа» (1984, № 11).
В эксперименте участвовали операторы-лозоходцы и экспериментаторы (индукторы). В комнате устанавливались три тумбы с пустыми закрывающимися коробками, маркированные номерами, индуктор вытягивал наугад один из трёх билетов с номером и клал в одну из коробок с таким же номером кусок свинца, после чего приглашал в комнату оператора-лозоходца. Оператор под наблюдением индуктора обследовал с помощью рамки все три коробки, после чего называл номер коробки в которой, по его мнению, был спрятан свинец. В серии из 76 тестов было получено 64 верных результата (84 %), что значительно превышает результат по случайному выбору (33 %).
Для усложнённых условий опыта, когда индуктор находился за фанерным экраном или покидал помещение, вопрос был предварительно исследован, но до конца не разобран (некий эффект наблюдался, но масштабную статистику исследователи не накопили):
Однако результаты заметно ухудшались, если индуктор садился спиной к оператору или находился за фанерным экраном (даже в том случае, когда в нём имелась прорезь для глаз, прикрытая специальной плёнкой, позволявшей видеть оператора, а самому оставаться невидимым). Результаты явно ухудшались и в тех случаях, когда свинец укладывался в тайник в отсутствие индуктора и оператора третьим лицом, уходившим из помещения на время поиска без встречи с другими участниками опыта.

Общее число таких модифицированных опытов (около 30) было недостаточно для объективных статистических оценок. Но из них следует, что в определённых условиях успех поисков связан только с передачей информации от индуктора к оператору.
В качестве контроля был проведён следующий эксперимент: третье лицо выдавало индуктору билет с номером, но свинец в коробки не помещался, в этом случае оператор указал на коробку с номером, совпадающим с номером билета, в 17 случаях из 21 (80 %). (См. Двойное слепое плацебо-контролируемое исследование).

### Сиднейский эксперимент
В 1980 году в Сиднее Джеймсом Рэнди и Диком Смитом была предложена сумма в $40 000 за успешную демонстрацию лозоходства, к тестированию допускались все желающие. В качестве объекта для демонстрации способностей был предложен набор из десяти пластиковых труб диаметром 4 дюйма, погружённых в землю на половину своей длины на несколько дюймов, то есть претенденты могли их видеть; затем по одной из случайно выбранных труб пускался поток воды, и претенденту предлагалось определить, в какой из труб она протекает.
В тестировании приняло участие 16 претендентов, каждый делал 5–10 попыток (количество попыток определялось участником), для устранения влияния идеомоторных механизмов экспериментаторы, общавшиеся с претендентами, не знали, в какой из труб протекает вода. В общей сложности было сделано 111 попыток, из них удачными (указания на трубу с протекающей водой) оказалось 15 (13,5 %), что, в пределах погрешности, совпадает с результатом случайного выбора (10 %). Призовая сумма осталась невостребованной.

## Современное лозоходство: «биолокация»
В середине XX века в сообществе практикующих лозоходцев произошло заимствование по аналогии термина «биолокация», использовавшегося в биологии как собирательное обозначение различных механизмов локации животных (ультразвуковой локации дельфинов и летучих мышей, электролокация рыб); в результате первоначальное значение термина было практически вытеснено из средств массовой информации.
Современные апологеты лозоходства манипулируют различными приспособлениями и предлагают различные «объяснения» для своей деятельности (например, восприятие «биополей», «геопатогенных зон», «радиэстезия» — чувствительность к «излучению ауры» и т. п.), однако остаются т. н. эзотерическими практиками, то есть декларируют зависимость результатов от желаний оператора и невозможность гарантированного результата. Что в практическом плане равносильно обману или самообману. Известные попытки использования наукообразно оформленного лозоходства для создания практических изделий, например, известные ADE 651, Sniffex, GT200 , Quadro Tracker , Alpha6, приводили к скандалам и даже серьёзным тюремным срокам для организаторов, как, например, произошло с создателями псевдодетекторов GT200 и ADE651, что было связано не только с обманом покупателей, но и с реальным вредом, в случае их применения, например, для обнаружения взрывчатых веществ в Ираке.

## В искусстве
Образ водоискателя появляется в стихотворениях Ф. И. Тютчева «Безумие» и «Иным достался от природы…». Первое стихотворение является полемичным по отношению к философии Шеллинга, который видел в водоискателях особых людей, доверенных лиц природы. Здесь водоискательство — это «безумье жалкое», которое «мнит, что слышит струй кипенье». Во втором стихотворении водоискательство — это подлинное знание языка природы, общение с хаосом, а водоискатель — это аллегория поэта, наделённого «инстинктом, пророчески слепым».